# Poecilotheria ornata
Espèce
Poecilotheria ornata ou Tarentule géante du Sri Lanka est une espèce d'araignées mygalomorphes de la famille des Theraphosidae.
C'est selon certains ouvrages la plus grande des tarentules arboricoles au monde.

## Distribution

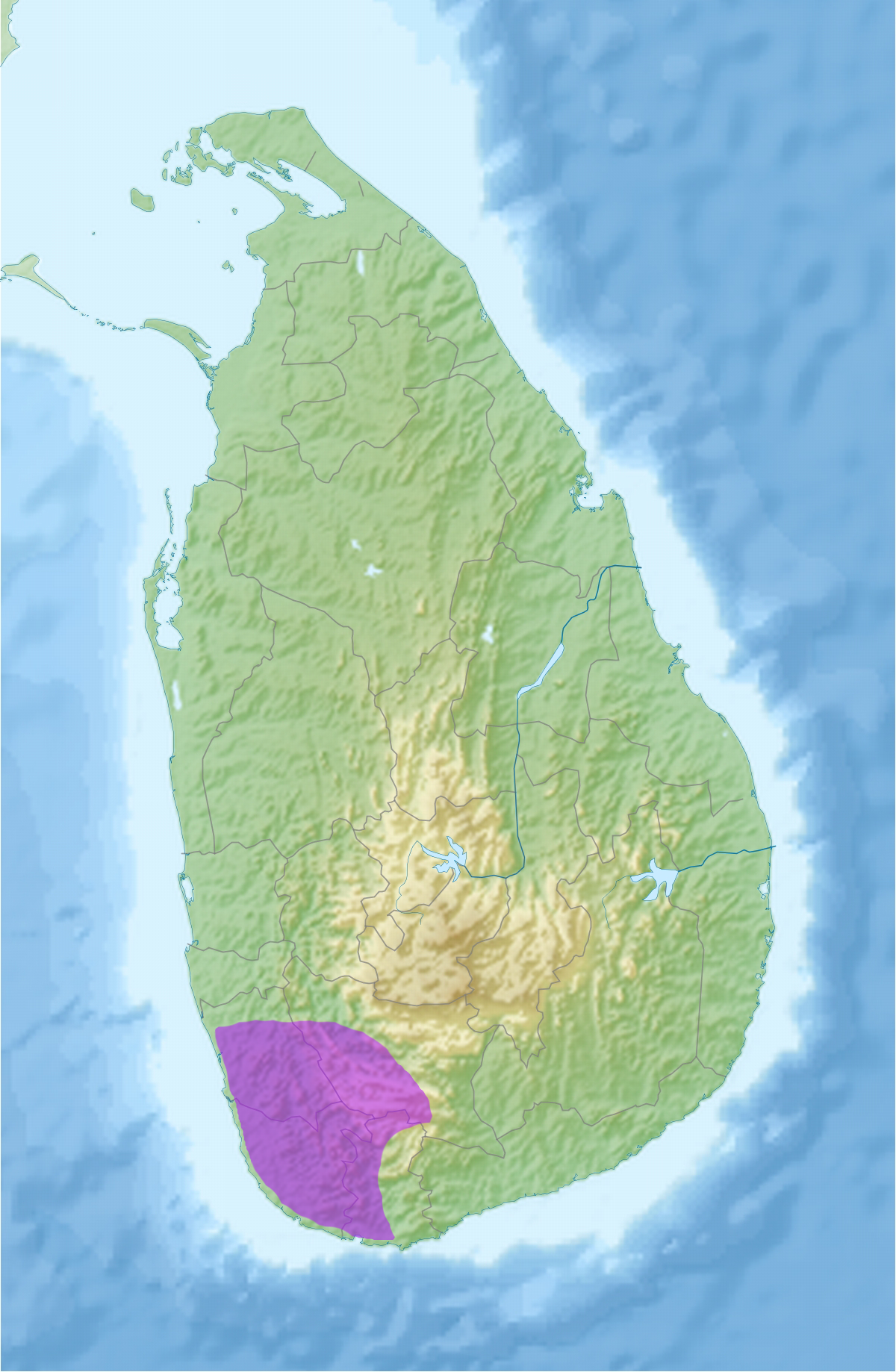
Distribution

Cette espèce est endémique du Sri Lanka.

## Description

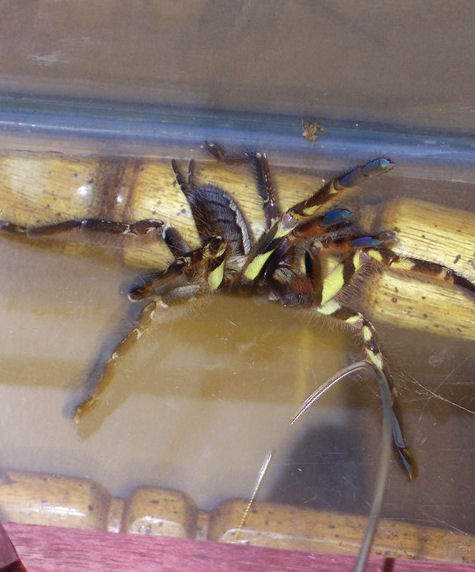
Poecilotheria ornata ♂

Elle est une mygale arboricole figurant parmi les plus grandes au monde. Son envergure peut atteindre les 23 centimètres.
Le nom Poecilotheria est dérivé des mots grecs "poikilos" - qui signifie pointé ou repéré et "therion", qui signifie bête sauvage. Le nom Ornata se réfère à "Ornée", ce qui est à l'image du spécimen. Comme toutes les autres espèces de son genre, elle exhibe des motifs bien définis sur son dos. Cette espèce de Poecilotheria, comme la plupart des espèces de son genre est dotée de marques jaunes et noires sous les pattes avant qui sont utilisées pour intimider ceux qui passeraient trop près d'elle. 

## Comportement

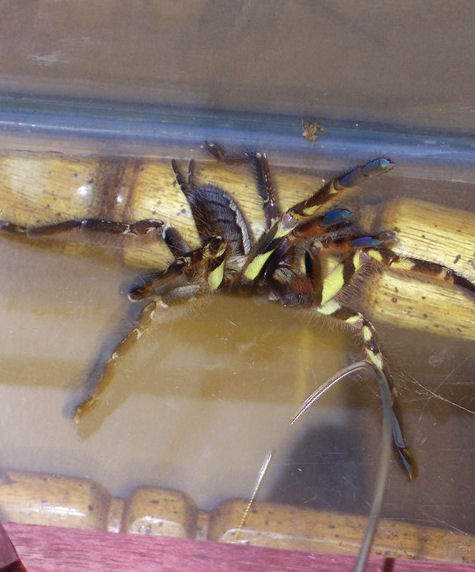
Femelle en position défensive

Le comportement de la Poecilotheria ornata est assez comparable à celui des autres mygales arboricoles. 
Dans la nature, elles ont tendance à vivre dans des trous situés sur les arbres dans lesquels elle tissent des toiles asymétriques. 
Elles se nourrissent principalement d'insectes volants et de petits animaux tels que des lézards ou des grenouilles. Ces proies sont attrapées manuellement, la toile ne servant qu'au confort et à la protection. 
Il n'est pas rare de voir des mygales de cette espèce vivre en communauté. On peut y retrouver autant de spécimen qu'il y a de trous dans le même arbre. 
Poecilotheria ornata est reconnue comme étant l'espèce la plus agressive du genre Poecilotheria. De plus, comme ses cousines, elle est très rapide et agile.

## Morsure
Bien qu'aucun cas de mortalité dû à une morsure de mygale n'ait été répertorié, les mygales du genre Poecilotheria sont connues pour être très venimeuses. Une morsure de cette mygale peut causer entre autres des crampes musculaires et des douleurs insoutenables, des nausées et de la fièvre. Il n'est recommandé de manipuler les spécimens de ce genre en aucun cas. En cas de morsure, comme son venin neurotoxique a une toxicité élevé et qu'il peut être injecter en grandes quantités au point de pouvoir être mortel pour l'homme, il faut se rendre immédiatement dans un lieu médicalisé.

## Publication originale
- Pocock, 1899 : The genus Poecilotheria: its habits, history and species. Annals and Magazine of Natural History, sér. 7, vol. 3, p. 82-96 (texte intégral).